# أدوبي ميديا بلاير
أدوبي ميديا بلاير (بالإنجليزية: Adobe Media Player)‏ هو مشغل وسائط متعددة يعمل على سطح المكتب من أدوبي سيستمز. يمكن البرنامج المستخدمين من التعامل مع مقاطع الفيديو وإدارتها. كما يمكن أصحاب الأعمال من الإعلان من خلال البرنامج. البرنامج هو أحد تطبيقات أدوبى أير، تم إطلاقه في أبريل 2008.

## وصلات خارجية
- الموقع الرسمي